# IUCN 적색 목록
IUCN 적색 목록 또는 IUCN 레드 리스트 약칭 레드 리스트는 세계에서 가장 포괄적인 지구 식물, 동물 종의 보전 상태의 목록이며, 1963년에 만들어졌다. 국제 자연 보전 연맹(IUCN)은 종의 보전 상태를 기록하는 세계의 주요 기관이다.

## 분류
현재 사용되는 IUCN 적색 목록 범주 3.1에서는 다음의 9가지 단계를 공식적인 범주로 분류한다. 종은 9개의 그룹으로 나뉘며 위기의 속도, 개체 크기, 지질학 분포 지역, 개체와 분포의 정도로 분류한다.
- 절멸(EX, Extinct) - 개체가 하나도 남아 있지 않음.
- 야생 절멸(EW, Extinct in the Wild) - 보호시설에서만 생존하고 있거나 원래의 서식지역이 아닌 곳에서만 인위적으로 유입되어 생존하고 있음.
- 절멸 위급(CR, Critically Endangered) - 야생에서 절멸할 가능성이 대단히 높음.
- 절멸 위기(EN, Endangered) - 야생에서 절멸할 가능성이 높음.
- 취약(VU, Vulnerable) - 야생에서 절멸 위기에 처할 가능성이 높음.
- 준위협(NT, Near Threatened) - 가까운 장래에 야생에서 멸종 우려 위기에 처할 가능성이 높음.
- 최소 관심(LC, Least Concern) - 위험이 낮고 위험 범주에 도달하지 않음.
- 정보 부족(DD, Data Deficient) - 멸종 위험에 관한 평가 자료 부족.
- 미평가(NE, Not Evaluated) - 아직 평가 작업을 거치지 않음.

IUCN 적색목록에 대해 논할 때, 위급(CR), 위기(EN), 취약(VU)의 세 부류를 합해 멸종 우려(threatened)라고 한다.

### 1994년 분류와 기준
더 오래된 1994년 자료는 "낮은 위기(Lower Risk)"라는 분류밖에 없었으며 그 분류에는 다음과 같이 세 가지로 나뉘었다:
- 낮은 위기/보존 필요 (LR/cd)
- 낮은 위기/취약 근접 (LR/nt)
- 낮은 위기/관심 대상 (LR/lc)

2001년 시스템에서 취약근접과 관심필요는 각자 저만의 분류를 갖게 되었지만 보존 필요(Conservation Dependent)는 더 이상 사용하지 않으며 취약 근접에 합치게 되었다.

### 절멸 가능
추가적인 분류인 절멸 가능(Possibily Extinct, PE)은 새에 관한 IUCN 레드 목록의 인가 기관인 버드라이프 인터내셔널이 사용한다. 버드라이프 인터내셔널은 PE가 공식 분류가 될 것을 권고하고 있다. 버드라이프 인터내셔널은 "야생 절멸 가능"(Possibly Extinct in the Wild)이라는 분류 또한 추가할 것인지에 대해서는 언급한 바 없으나 금강앵무 (Spix's Macaw)는 이 등급을 가지고 있다고 언급한 바 있다. "절멸 가능"은 "위급"의 하부 분류로 생각할 수 있다.

## 버전

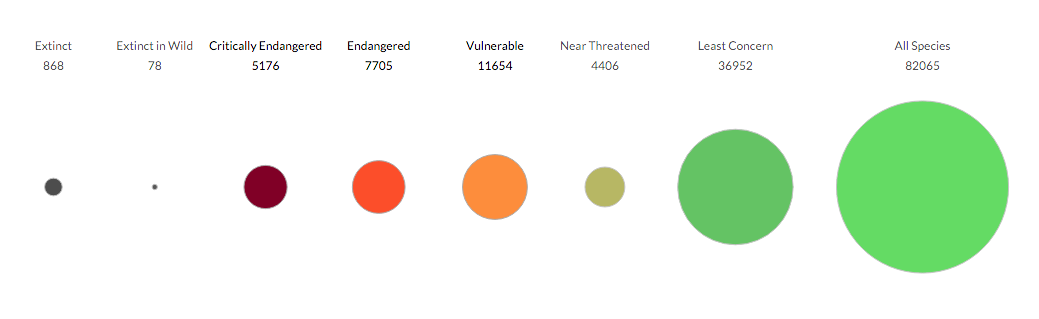
IUCN 적색 목록의 각 분류에 속한 종들 수의 비교.

2016년까지 8개의 버전이 있다.
- Version 1.0 (1991)
- Version 2.0 (1992)
- Version 2.1 (1993)
- Version 2.2 (1994)
- Version 2.3 (1994)
- Version 3.0 (1999)
- Version 3.1 (2001)
- Version 4 (2015)

## 같이 보기
- 보전 상태